# Place de Callao
Pour les articles homonymes, voir Callao (homonymie).
La place de Callao (en espagnol : plaza del Callao) est une place publique de Madrid, en Espagne.

## Situation
Située dans le quartier de Sol, de l'arrondissement du Centre, la place se trouve à l'extrémité de la rue del Carmen et divise en deux la rue Preciados. Au nord, elle s'ouvre sur la Gran Vía au niveau du début de la troisième section de cette artère qui s'achève à la place d'Espagne.

## Dénomination
Le nom lui a été attribué en l'honneur de la bataille de Callao au Pérou le 2 mai 1866, lors de la guerre hispano-sud-américaine.